# 2016년 런던 의회 선거
2016년 런던 의회 선거 (2016 London Assembly election)는 런던 의회의 의원들을 뽑는 선거로, 2016년 5월 5일에 실시됐다. 런던 시장 선거와 영국 지방선거와 같은 날에 진행됐다.

## 개요
런던 의회 선거에서 적용되는 선거제도는 부가의원제라고 부른다. 런던에는 총 14개 선거구가 있으며 한곳당 의회 의원을 한명씩 선출한다. 이들 의석은 지금까지 노동당이나 보수당이 차지해 왔다. 나머지 11석은 엄정구속식 명부를 이용한 수정 비례대표제를 통해 뽑으며 봉쇄 조항에 따른 필요 득표율은 5%다. 여기서는 다른 정당들도 의석을 얻는데 주로 녹색당과 자유민주당, 영국 독립당이 해당되며 예전엔 브리튼 국민당도 의석을 얻었다. 전체 결과는 선거구별 의원과 런던 전역의 비례대표를 절충 시도하여 나온다.
선거 유권자에 해당되는 사람은 영국, 아일랜드, 영연방 국가, 유럽 연합의 국민이며 선거에 참여하기 위해선 2016년 4월 19일 이전까지 이름을 등록해야 한다.
런던 의회 선거 결과 노동당이 100만표를 넘는 가장 많은 표를 득표하면서 제1당이 되었다. 보수당은 원내 의석을 단 8석만 얻어 런던 의회 선거 사상 최악의 성적을 냈다.

## 후보

### 지역구 후보
- 출처:[4][5]

| 선거구              | 보수당               | 노동당                 | 녹색당              | 영국 독립당       | 자유민주당                | 그 외                                                                            |
| ------------------- | -------------------- | ---------------------- | ------------------- | ----------------- | ------------------------- | -------------------------------------------------------------------------------- |
| 바넷 캠던           | 댄 토마스            | 앤드류 디스모어 (현임) | 스티븐 테일러       | 조셉 랭튼         | 잭 폴란스키               |                                                                                  |
| 벡슬리 브롬리       | 개너트 베이컨 (현임) | 샘 러셀                | 로이즌 로빈슨       | 프랭크 골드       | 줄리 아일랜드             | 베로니카 오바다라 (전국민당)                                                     |
| 브렌트 해로         | 조엘 데이비슨        | 나빈 샤 (현임)         | 자파르 하산         | 라티 알라가라트남 | 앤튼 조지오               | 아키브 마흐무드 (리스펙트당)                                                     |
| 시티 이스트         | 크리스 채프먼        | 은메시 데사이          | 레이첼 콜린슨       | 피터 해리스       | 엘렌 배그쇼               | 미카일 레인 (리스펙트당) 애런 디수자 (전국민당) 아미나 기칭가 (이 도시를 되찾자) |
| 크로이든 서튼       | 스티브 오코넬 (현임) | 마리나 아흐마드        | 트레이시 헤이그     | 피터 스테이블리   | 암나 아흐마드             | 리처드 에드먼즈 (NF) 마돈나 루이스 (APP)                                         |
| 일링 힐링던         | 도미니크 길럼        | 온카르 사호타 (현임)   | 미나 한스           | 알렉스 니오라     | 프란세스코 프루자         |                                                                                  |
| 엔필드 헤링게이     | 린다 켈리            | 조앤 매카트니 (현임)   | 로널드 스튜어트     | 네빌 왓슨         | 니콜라스 다 코스타        | 갓슨 아주 (전국민당)                                                             |
| 그리니치 루이셤     | 애덤 토머스          | 렌 듀벌 (현임)         | 이모전 솔리         | 폴 오클리         | 줄리아 플레처             | 조세핀 방구라 (전국민당)                                                         |
| 헤이버링 레드브리지 | 케이스 프린스        | 이바나 바르톨레티      | 리 버크우두         | 로렌스 웹         | 이언 샌더슨               |                                                                                  |
| 램버스 서더크       | 로버트 플린트        | 플로렌스 에샬로미      | 라시드 닉스         | 이드함 라마디     | 마이클 부콜라             | 케빈 파킨 (SPGB) 아마두 카누만사 (전국민당)                                      |
| 머튼 완즈워스       | 데이비드 딘          | 레오니 쿠퍼            | 에스더 오비리다르코 | 엘리자베스 존스   | 아드리안 히리라이넨트레트 | 탐밀리니 쿨렌드란 (현임)                                                         |
| 노스이스트          | 샘 말리크            | 자넷 애놀드 (현임)     | 사미르 제라지       | 프레디 바카       | 테리 스테이시             | 빌 마틴 (SPGB), 팀 앨런 (리스펙트당) 조너던 실버맨 (공산동맹)                    |
| 사우스웨스트        | 토니 아버 (현임)     | 마틴 웰튼              | 앤드리 프리즈       | 앨런 크레이그     | 로시나 롭슨               | 애덤 뷔크 (SPGB)                                                                 |
| 웨스트센트럴        | 토니 더베니시        | 맨디 리처드            | 제니퍼 네이델       | 클라이브 이건     | 애나벨 멀린               |                                                                                  |

### 비례대표 후보
| 2016년 런던 의회 선거 | 2016년 런던 의회 선거 | 2016년 런던 의회 선거 | 2016년 런던 의회 선거 | 2016년 런던 의회 선거 | 2016년 런던 의회 선거 |
| 정당                  | 정당                  | 후보 | 득표수                | %                     | ±                     |
| --------------------- | --------------------- | --- | --------------------- | --------------------- | --------------------- |
|                       | 노동당                | 피오나 트위크로스 (105,480), 톰 코플레이 (95,891), 니키 게이브런 (87,900), 무라드 쿠레시 (81,139), 앨리슨 무어, 프레스턴 테보이스, 페리얼 데미르시, 마이크 캐츠, 에밀리 브라더스, 베이번 파월, 새라 하이드 | 1,054,801             | 40.3%                 | –0.8%                 |
|                       | 보수당                | 케미 베이드노크 (127,372), 앤드류 보프 (109,176), 숀 베일리 (95,529), 수전 홀 (84,914), 아만디프 보갈, 조앤 라반, 앤토니어 콕스, 조이 모리시, 티모시 베언스, 그레고리 스태퍼드, 키샨 데바니, 조너던 코프   | 764,230               | 29.2%                 | –2.8%                 |
|                       | 녹색당                | 샨 베리 (207,959), 캐롤라인 러셀 (103,980), 샤흐라르 알리 (69,320), 조너던 바틀리, 노엘 린치, 라시드 닉스, 디 설리, 베널리 함다슈, 안드레아 커레이 풀러, 앤 로즈, 매리 워링턴, 피터 언더우드               | 207,959               | 8.0%                  | -0.6%                 |
|                       | 영국 독립당           | 피터 휘틀 (171,069), 데이비드 커튼 (85,535), 로렌스 웹 (57,023), 피터 해리스, 네빌 왓슨, 피어스 워숍, 아프잘 아크람, 엘리자베스 존스, 타리그 사에드, 프레디 야크하, 피터 스테이블리                        | 171,069               | 6.5%                  | +2.0%                 |
|                       | 자민당                | 캐롤라인 피존 (165,580), 에드 데이비 (82,790), 멀렌 에머슨, 로버트 블래키, 잭 폴라늣키, 던 번즈, 에나벨 멀린, 마리샤 레이, 애드리언 하이릴레이넌트레트, 폴라인 피어스, 벤자민 매티스                       | 165,580               | 6.3%                  | –0.5%                 |
|                       | 여성평등당            | 소피 워커, 하리니 리엥가르, 재클린 거덜리, 앨리슨 마셜, 레베카 맨슨 존스, 애닐라 다미, 이사벨 패러스럼, 크리스 포로스, 조애나 쇼, 케이트 메이시체이스, 멀렌 하워드                                         | 91,772                | 3.5%                  | -                     |
|                       | 리스펙트당            | 조지 갤로웨이, 아키브 마흐무드, 미카일 레인, 클레어 매코기, 레히아나 알리, 테리 호이, 사이먼 버고, 터메나 마흐무드, 캐리나 로카트                                                                          | 41,324                | 1.6%                  | -                     |
|                       | 영국이 우선           | 제이더 프랜슨, 폴 골딩, 크리스틴 스미스, 앤 엘스톤, 낸시 스미스, 홀리 라우스, 페기 숀더스, 도너 킹, 케번 맥멀린, 스티븐 코너                                                                               | 39,071                | 1.5%                  | -                     |
|                       | 기독인당              | 맬컴 마틴, 모린 마틴, 예미 아월롤라, 헬런 시프비밴, 레이 토이, 도밀로라 아데우이, 케이시 밀스, 케이오드 셰도노, 애슐리 디큰슨, 스티븐 해먼드, 케빈 니콜스                                                  | 27,172                | 1.0%                  | –0.8%                 |
|                       | 동물복지당            | 배너사 허드슨, 조너선 호먼, 앨릭센더 보크, 린다 세든, 자넷 촌토스 | 25,810                | 1.0%                  | -                     |
|                       | 브리튼 국민당         | 데이비드 퍼니스, 폴 스터디, 존 클라크, 마이클 손스, 피터 핀치, 니콜라 핀치, 데니스 언더우드, 스티ㅡㄴ 딜런, 필립 댈튼, 개러스 존스, 벱 스비스                                                              | 15,833                | 0.6%                  | -1.5%                 |
|                       | 하우스당              | 테리 맥그레너라 | 11,055                | 0.4%                  | +0.1%                 |

- 무효표 : 29,733표 (1.1%)[24]
- 총합 : 2,645,409표

참고로 등록된 정당명을 대신하여 당에 대한 문구를 용지에 표기할 수 있었다. 이번 선거에서 사용된 정당 문구는 다음과 같다.
- 영국이 우선 - 영국인을 우선하자 (Britain First – Putting British people first)
- 캐롤라인 피존의 런던 자유민주당 (Caroline Pidgeon's London Liberal Democrats)
- 녹색당 - "주황 용지에 녹색 투표를" (Green Party – "vote Green on orange")
- 리스펙트당 (조지 갤로웨이) (Respect (George Galloway))
- 영국 독립당 (UKIP) (UK Independence Party (UKIP))
- 하우스당 - 런던 시민을 위한 보금자리 (The House Party – Homes for Londoners)

## 같이 보기
- 2016년 런던 시장 선거
- 런던 의회
- 런던 의회의 선거구 목록